# E·C·科尔曼
小E·C·科尔曼（英語：E. C. Coleman Jr.，1950年9月25日—），美国NBA联盟前职业篮球运动员。他在1973年的NBA选秀中第3轮第16顺位被休斯顿火箭选中。